# イチカントー
イチカントーは、サラブレッドの日本の競走馬である。中央競馬から南関東公営競馬へ転出すると、1957年の秋の鞍を始め重賞8勝を挙げる活躍を見せた。中央競馬時代の登録名はセイザン。
※以下、馬齢はすべて2000年以前に使用された旧表記（数え年）にて記述する。

## 概要

### 中央競馬時代
中山の稗田敏男厩舎よりセイザンの名でデビューするが、3歳時は7戦して1勝を挙げたのみ。4歳時も東京優駿への出走こそ果たしたが27頭中13着に終わるなど、芳しい戦績を残すことはできなかった。結局、4歳秋には大井競馬場の小暮嘉久調教師のもとへと転出している。中央競馬時代の通算戦績は22戦3勝、獲得賞金113万1000円。

### 地方競馬時代

#### 4・5歳
登録名をイチカントーへと変え、当初は下級条件に格付けされたが途端に連戦連勝を記録するようになる。川崎の開設記念を直前に脚部不安で取り消すアクシデントもあったが、大井記念で前年の秋の鞍馬ケンチカラに半馬身差の2着に敗れるまで転入以来9連勝を記録。7月には川崎記念で重賞初制覇を達成した。ここまでの南関東での戦績は、12戦11勝2着1回というものであった。
その後は船橋のNTV盃で3着に敗れ、初めて連を外したが、充実ぶりは変わることなく秋には金盃と秋の鞍を制している。

#### 6・7歳
6歳時は正月大井開催の新春盃を勝ち、アングロアラブのトモスベビーの参戦が注目された川崎の開設記念でも60キロの斤量を背負いながら快勝した。その後は大井記念を目指して3月にはオープン戦をレコード勝ちするなどしたが、脚部不安を発症し年内は全休となってしまう。それでも7歳時には鉄砲使いで開設記念を連覇し、大井記念3着を挟んで川崎記念も通算2勝目を達成。夏のNTV盃2着を経て、秋には金盃で3着している。

#### 8歳以降
8歳時も脚部不安から順調に使えないことが続いたが、7月には川崎記念を差し切って同競走通算3勝目を挙げた。そして9歳となった1961年の春、1959年の秋の鞍勝ち馬ダンサーとともに高知競馬場への移籍が成立。その後は同地で種牡馬入りも果たしている。
長らく種牡馬として供用されていたが、1977年に転売不明となっている。

## 血統表
| イチカントーの血統（ブランドフォード系 / 4代内アウトブリード） | イチカントーの血統（ブランドフォード系 / 4代内アウトブリード） | イチカントーの血統（ブランドフォード系 / 4代内アウトブリード） | （血統表の出典）              | （血統表の出典）             |
| 父 トサミドリ 1946 鹿毛                                        | 父の父プリメロ Primero 1931 鹿毛                               | Blandford 1919                                                 | Swynford 1907                 | Swynford 1907                |
| 父 トサミドリ 1946 鹿毛                                        | 父の父プリメロ Primero 1931 鹿毛                               | Blandford 1919                                                 | Blanche 1912                  |                              |
| 父 トサミドリ 1946 鹿毛                                        | 父の父プリメロ Primero 1931 鹿毛                               | Athasi 1917                                                    | Farasi 1903                   | Farasi 1903                  |
| 父 トサミドリ 1946 鹿毛                                        | 父の父プリメロ Primero 1931 鹿毛                               | Athasi 1917                                                    | Athgreany 1910                |                              |
| 父 トサミドリ 1946 鹿毛                                        | 父の母フリツパンシー Flippancy 1924 黒鹿毛                     | Flamboyant 1918                                                | Tracery 1909                  | Tracery 1909                 |
| 父 トサミドリ 1946 鹿毛                                        | 父の母フリツパンシー Flippancy 1924 黒鹿毛                     | Flamboyant 1918                                                | Simonath 1905                 |                              |
| 父 トサミドリ 1946 鹿毛                                        | 父の母フリツパンシー Flippancy 1924 黒鹿毛                     | Slip 1909                                                      | Robert le Diable 1899         | Robert le Diable 1899        |
| 父 トサミドリ 1946 鹿毛                                        | 父の母フリツパンシー Flippancy 1924 黒鹿毛                     | Slip 1909                                                      | Snip 1899                     |                              |
| 母 フジヨシ 1943 黒鹿毛                                        | 母の父ハクリユウ 1928 栗毛                                     | ラシデヤー 1918                                                | ラシカツター Rushcutter 1905  | ラシカツター Rushcutter 1905 |
| 母 フジヨシ 1943 黒鹿毛                                        | 母の父ハクリユウ 1928 栗毛                                     | ラシデヤー 1918                                                | オーデヤレスト O'Dearest 1903 |                              |
| 母 フジヨシ 1943 黒鹿毛                                        | 母の父ハクリユウ 1928 栗毛                                     | フロリスト 1919                                                | ガロン Gallon 1909            | ガロン Gallon 1909           |
| 母 フジヨシ 1943 黒鹿毛                                        | 母の父ハクリユウ 1928 栗毛                                     | フロリスト 1919                                                | 第四フロリースカツプ 1912     |                              |
| 母 フジヨシ 1943 黒鹿毛                                        | 母の母本睦 1935 黒鹿毛                                         | クラツクマンナン Clackmannan 1919                              | Lomond 1909                   | Lomond 1909                  |
| 母 フジヨシ 1943 黒鹿毛                                        | 母の母本睦 1935 黒鹿毛                                         | クラツクマンナン Clackmannan 1919                              | Pretty Polly 1912             |                              |
| 母 フジヨシ 1943 黒鹿毛                                        | 母の母本睦 1935 黒鹿毛                                         | オシマ Queen Dellie 1919                                       | Charlemagne 1904              | Charlemagne 1904             |
| 母 フジヨシ 1943 黒鹿毛                                        | 母の母本睦 1935 黒鹿毛                                         | オシマ Queen Dellie 1919                                       | Lady Dellie 1914              |                              |

全弟に1961年の秋の鞍を制したサキミドリ(1958年産)、半弟に1958年の春の鞍で3着しゴールデンウエーブ記念を勝ったキタカントー(1955年産・父シマタカ)がいる。牝系は、戦前に濠州より輸入されたオシマからの系統。同馬は古くからオーストラリアに土着し、21世紀においてもソーユーシンクを出すなど一大牝系を築いたJuliet(1851年英国産・父Touchstone)の傍流である。